# Domenico Fetti

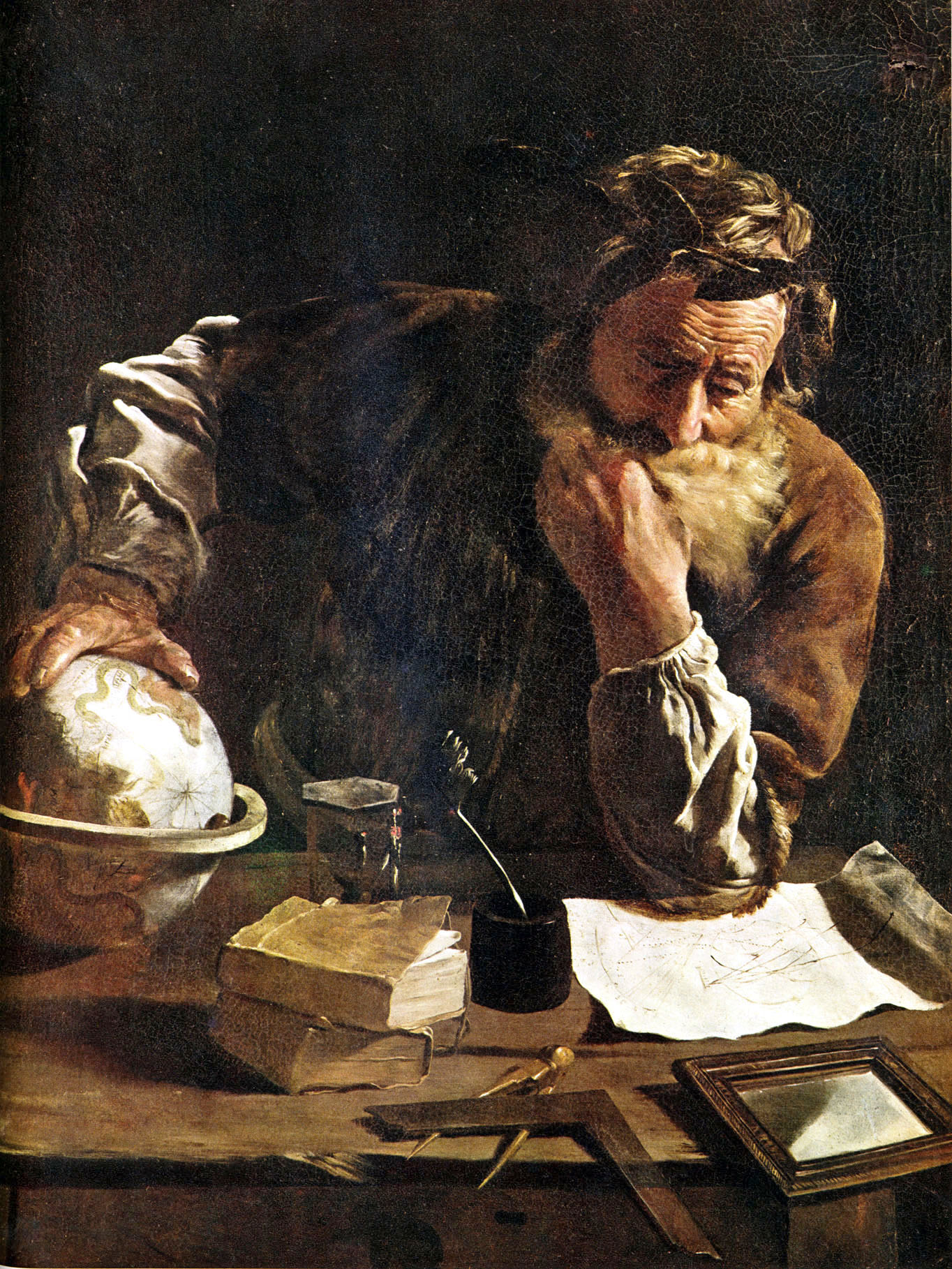
Domenico Fetti: Archimedes

Domenico Fetti, även Domenico Feti, född cirka 1589 i Rom, Italien, död i april 1623 i Venedig, var en italiensk målare skolad i Rom.
Fetti var elev till Ludovico Cigoli och rönte i Rom stort inflytande från Caravaggioskolan. Han var hovmålare i Mantua (1613–1621) men bosatte sig 1622 i Venedig. Karakteristiska verk, till exempel Den gode samariten (1623), består av fritt målade kabinettstycken med bibliska motiv utförda som genremålningar i varma färger. I verk som dessa hade Fetti influerats av Elsheimer, Rubens och den venetianska skolan.
Nationalmuseum äger hans målning Judit med Holofernes huvud.